# Josef Zavadil
Josef Zavadil (17. dubna 1855 Chrášťany u Hulína – 17. dubna 1936 Praha) byl český právník, úředník a archeolog, tajný rada, první prezident československého Nejvyššího účetního kontrolního úřadu, prazákladu pozdějšího českého Nejvyššího kontrolního úřadu. Věnoval se též archeologickým průzkumům na západním Slovensku, kde odkryl a zmapoval nálezy z doby prvního slovanského osídlení a následné nadvlády kmene Avarů.

## Život

### Mládí
Narodil se v Chrášťanech u Hulína na Moravě v rolnické rodině. Po vychození obecné školy v Kurovicích odešel ve 14 letech ke studiu piaristického gymnázia v Kroměříži pod tehdejším vedením P. Lamberta Schwarze, kde mj. spoluzakládal pěvecký kroužek Moravan. Zde roku 1874 odmaturoval a následně nastoupil ke studiu klasické filologie na Vídeňské univerzitě, které řádně zakončil. Poté se ještě věnoval studiu práv. Zde se stal členem českého akademického spolku, jemuž v té době předsedal budoucí první československý prezident Tomáš Masaryk. V době studií často zajížděl do západní části tehdejších Horních Uher (Slovenska), pobýval mj. v Nitře, Ilavě či v Novém Mestě nad Váhom. Posléze se oženil s dívkou z Nitry.

### Účetním úředníkem
Roku 1881 nastoupil jako úředník na Nejvyšší společný účetní úřad, kancelář společnou pro celé Rakousko-Uhersko, zabývající se mj. problematikou státního rozpočtu. Zde prodělal úspěšný kariérní postup zakončený udělením titulu tajného rady a titulem Excellence. Takovému ocenění se mu údajně dostalo jako druhému Čechovi, který nebyl členem vládního kabinetu nebo nepocházel ze šlechtického rodu, po vrchním řediteli Zemské banky Karlu Mattušovi. Ve Vídni byl Zavadil rovněž činný v českém krajanském životě ve Vídni: kvůli své funkcí nebyl členem Slovanského zpěváckého spolku, nejstaršího zdejšího slovanského spolku, který sdružoval Čechy a další slovanské přistěhovalce ve Vídni, ale všemožně jej finančně a organizačně podporoval. Sbor pak pořádal pravidelné koncerty, mj. s hostujícími umělci, mezi které patřil mj. také Antonín Dvořák. Soubor také podnikl několik zájezdů na Moravu a do Čech. Roku 1899 zde bylo Zavadilovi uděleno čestné členství. Stejně tak navštěvoval také setkání zdejších, spíše dělnických, krajanských spolků Pokrok a Komenský. S Dr. Moserem, Leopoldem Bouchalem a ředitelem Kalandrou se rovněž podílel na vzniku České záložny ve Vídni, krajanského bankovního ústavu, kde působil, přičemž souběžně vykonával svou státní funkci.
Ve své funkci dvakrát čelil podezření ze špionáže pro Ruské impérium, podruhé po vypuknutí první světové války, ve své funkci však zůstal až do rozpadu Rakousko-Uherské monarchie a vzniku Československa, který nadšeně podporoval. Vypracoval návrh zákona o zřízení Nejvyššího účetního kontrolního úřadu a následně byl pověřen jeho založením a 1. června 1919 jmenován jeho vedoucím. Funkci vykonával do října 1920, kdy jej nahradil Eduard Koerner, poslanec a bývalý čs. velvyslanec v Berlíně.

### Archeologie

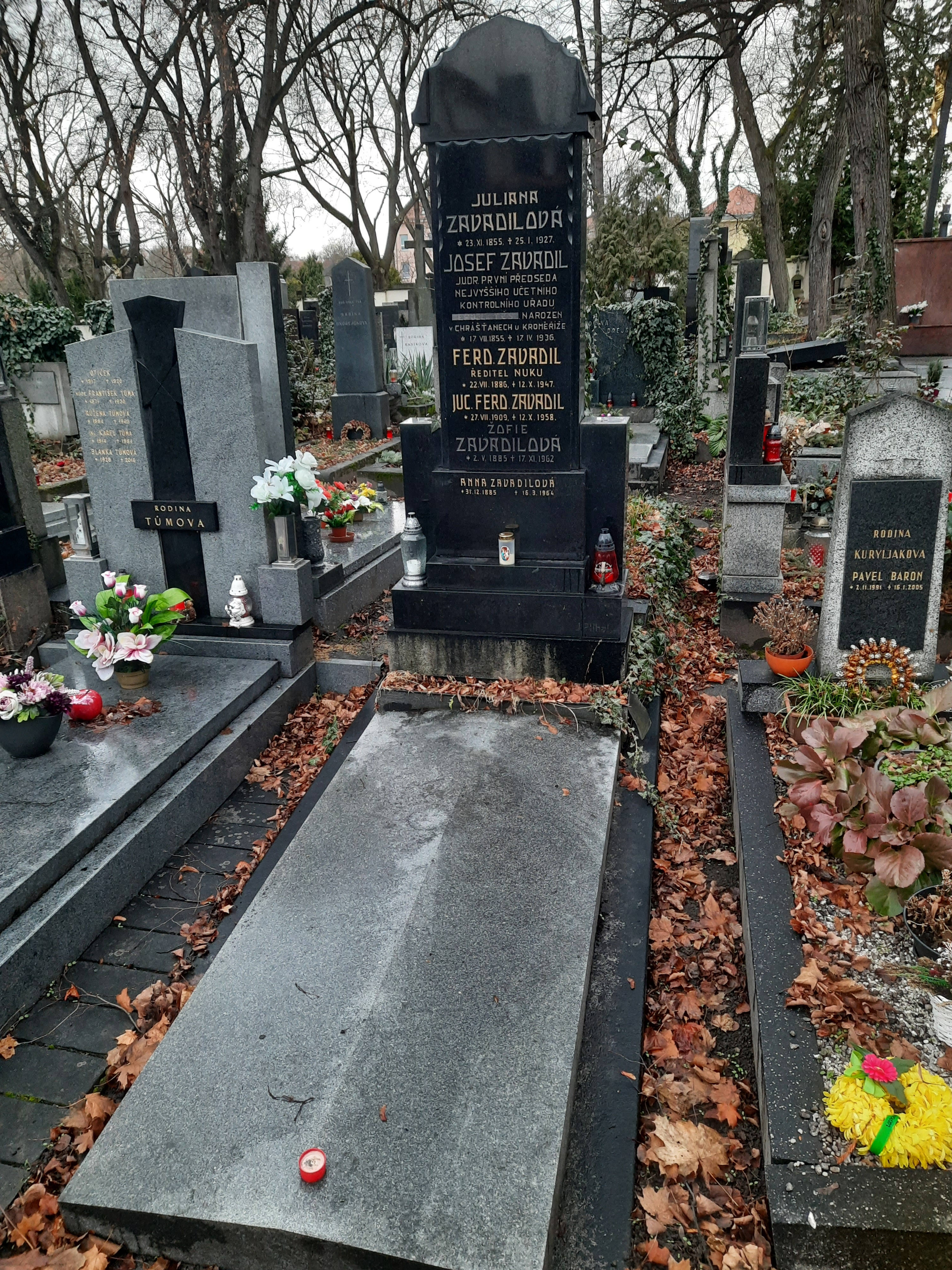
Hrob rodiny Josefa Zavadila na Bubenečském hřbitově

Ve volném čase se začal intenzivně zabývat archeologií. Okolo roku 1910 se zapojil do průzkumu oblasti hradu Devína nedaleko Bratislavy z období okolo roku 800, kde odkryl rozsáhlé slovanské hradiště, obdobný areál pak odkryl pod horou Zobor tyčící se nad Nitrou. Své poznatky uveřejňoval u kroměřížského nakladatele Slováka. Archeologický průzkum na Devíně byl ve spolupráci Zavadila a archeologa Inocence Ladislava Červinky, posléze pak E. Šimka, a Československého archeologického ústavu obnoveny roku 1922, které pokračovaly v odkrývání devínského hradiště. Roku 1924 se zde podařilo nalézt rozsáhlé pohřebiště o přibližně 500 kosterních pozůstatcích, které archeologové vyhodnotily jako časově ukotvené v době avarského vpádu proti proudu Dunaje. Nashromážděné nálezy Zavadil věnoval Bratislavskému vlastivědnému muzeu, které je posléze umístilo do nově vytvořeného Muzea Devína.
V letech 1919 až 1931 vykonával funkci místopředsedy Společnosti československých prehistoriků.

### Úmrtí
Josef Zavadil zemřel 17. dubna 1936 v Praze ve věku 80 let. Pohřben Byl v rodinné hrobce na Bubenečském hřbitově.

### Rodinný život
Josef Zavadil byl ženatý s Julianou Zavadilovou, společně zplodili několik dětí. Syn Ferdinand následoval otce v oborové kariéře a posléze se stal rovněž vedoucím Nejvyššího účetního kontrolního úřadu.

## Dílo

### Spisy
- Velehrady Devín a Nitra (Slovák Kroměříž, 1912)